# بغازکایا (کاهتا)
بغازکایا (به ترکی استانبولی: Boğazkaya) (به کردی: Xamşîk) یک منطقهٔ مسکونی کردنشین در ترکیه است که در کاهتا واقع شده‌است.